# Stagiádes
Stagiádes är en ort i Grekland.   Den ligger i prefekturen Trikala och regionen Thessalien, i den centrala delen av landet, 280 km nordväst om huvudstaden Aten. Stagiádes ligger 701 meter över havet och antalet invånare är 135.
Terrängen runt Stagiádes är huvudsakligen kuperad, men åt sydväst är den bergig. Terrängen runt Stagiádes sluttar österut. Runt Stagiádes är det ganska glesbefolkat, med 36 invånare per kvadratkilometer. Närmaste större samhälle är Agnantiá, 2,2 km norr om Stagiádes. 